# Micronycteris minuta
Micronycteris minuta é uma espécie de morcego da família Phyllostomidae. Pode ser encontrada em Honduras, Nicarágua, Costa Rica, Panamá, Colômbia, Venezuela, Guiana, Suriname, Guiana Francesa, Brasil, Peru, Equador e Bolívia.

## Etimologia e taxonomia
Micronycteris homezi foi descrito por Pirlot em 1967 como uma subespécie de Micronycteris megalotis. Posteriormente foi considerado uma espécie distinta. Em 2005, uma revisão baseada na análise morfológica determinou que o táxon é um sinônimo de M. minuta.